# Hettick
Hettick é uma vila localizada no estado americano de Illinois, no Condado de Macoupin.

## Demografia
Segundo o censo americano de 2000, a sua população era de 182 habitantes.
Em 2006, foi estimada uma população de 179, um decréscimo de 3 (-1.6%).

## Geografia
De acordo com o United States Census Bureau tem uma área de
0,9 km², dos quais 0,9 km² cobertos por terra e 0,0 km² cobertos por água. Hettick localiza-se a aproximadamente 175 m acima do nível do mar.

## Localidades na vizinhança
O diagrama seguinte representa as localidades num raio de 16 km ao redor de Hettick.